# Гней Помпей Катуллін
Гней Помпей Катуллін (лат. Gnaeus Pompeius Catullinus); друга половина I століття) — політичний діяч Римської імперії, консул-суффект 90 року.

## Біографічні відомості
Походив з роду Помпеїв. Про нього збереглося замало відомостей. У 90 році його було призначено консулом-суффектом разом з Марком Туллієм Церіалом. Відомо також, що він був другом римського імператора Доміціана.